# Tus Airways
Tus Airways è una compagnia aerea cipriota con sede a Larnaca, vicino al suo principale hub, l'Aeroporto Internazionale di Larnaca. La compagnia è stata fondata nel giugno 2015 ed ha effettuato il suo primo volo il 14 febbraio 2016.

## Storia
La Tus Airways è stata fondata nel giugno 2015 dall'ex pilota della Cyprus Airways Efthymios Liastos ed è sostenuta da investitori provenienti dall'Europa e dagli Stati Uniti. È stata la prima compagnia aerea cipriota fondata dopo la liquidazione della Cyprus Airways nel 2015. È diventata operativa il 14 febbraio 2016 collegando, con un Saab 340, Larnaca con Tel Aviv e Haifa in Israele. Nel giugno dello stesso anno ha acquisito il suo secondo aeromobile, un Saab 2000.
Nel giugno 2017 sono entrati nella flotta i primi jet, due Fokker F100. Nel settembre 2018 la compagnia risulta operare solamente con aerei jet: i due Fokker F100, quattro Fokker F70 provenienti dalla KLM Cityhopper e un F70 proveniente dalla Insel Air.
Il 6 luglio 2018 la compagnia lancia Tus & Plus, il proprio programma frequent flyer. La società ha annunciato di voler cambiare denominazione in Ela Airways ma, a tutto il 2024, ciò non è avvenuto.

## Flotta

### Flotta attuale

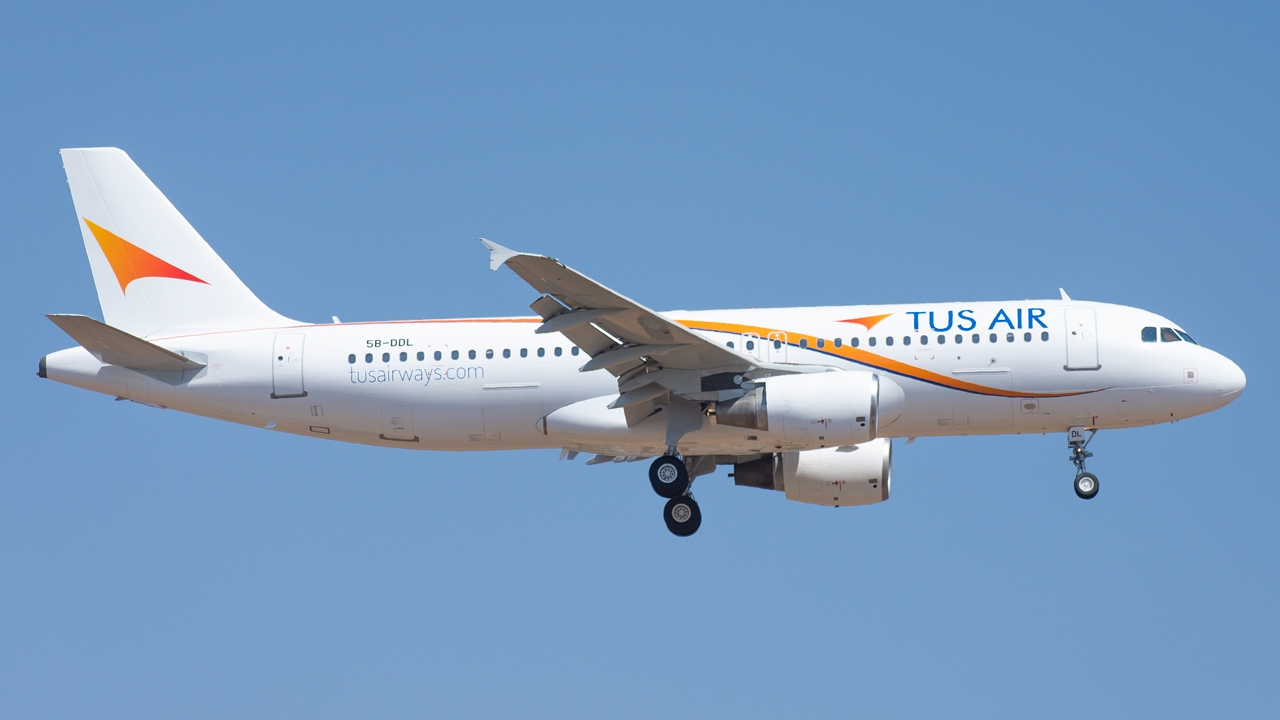
Un Airbus A320-200.

A settembre 2024 la flotta di Tus Airways è così composta:

### Flotta storica

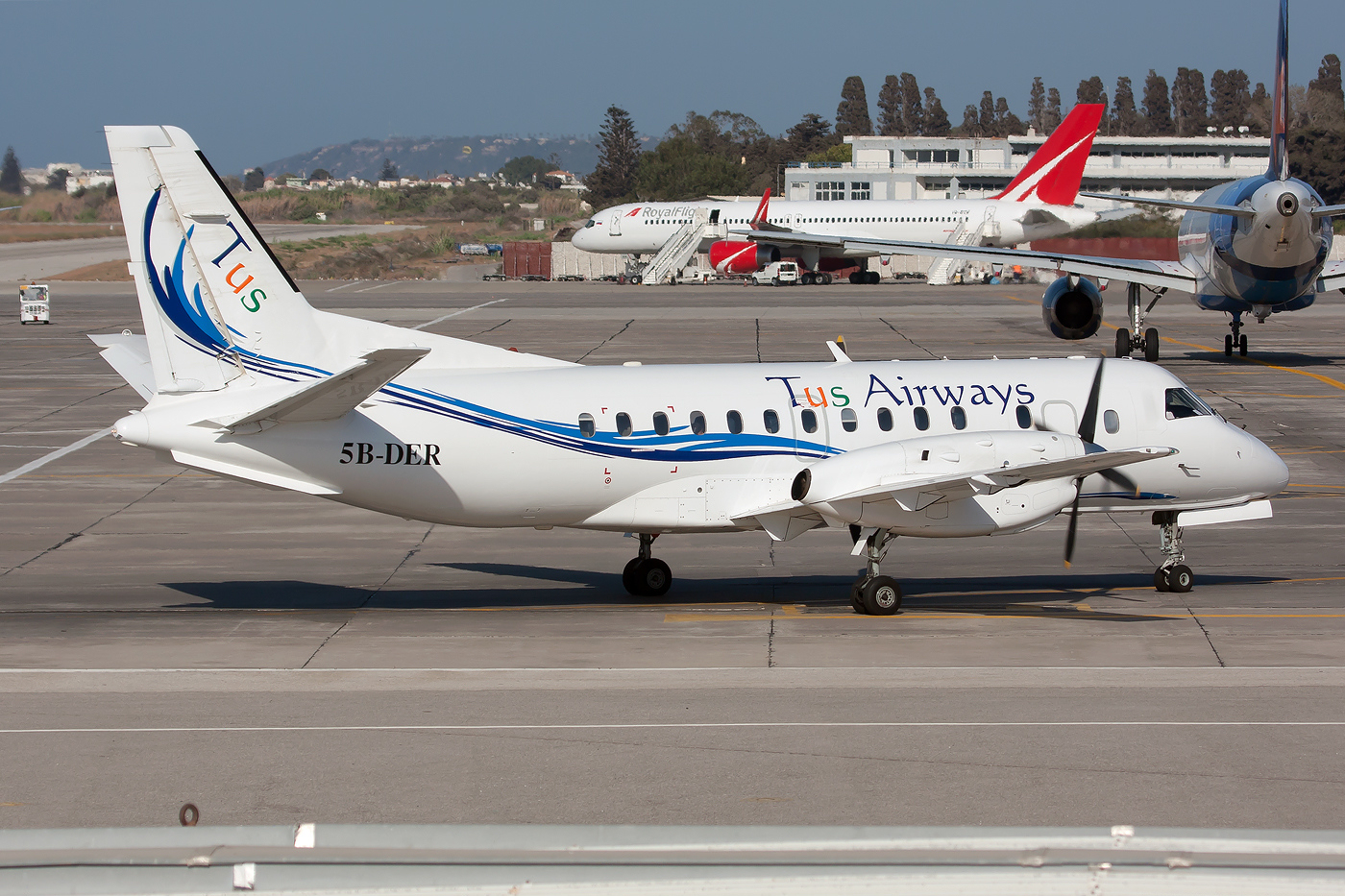
Un Saab 340.

Nel corso degli anni, Tus Airways ha operato con i seguenti aeromobili: